# سوخا (استان اوپوله)
سوخا (به لهستانی: Sucha) یک منطقهٔ مسکونی در لهستان است که در گمینا ستژلتسه اوپولسکیه واقع شده‌است. سوخا ۶۸۵ نفر جمعیت دارد.